# Ben Sasse
Benjamin Eric Sasse (1972. február 22. –) amerikai politikus, 2023 és 2024 között a Floridai Egyetem elnöke, Nebraska szenátora 2015 és 2023 között. A Republikánus Párt tagja.
Sasse Plainviewben született, és a Harvard Egyetemen, a St. John's College-on, illetve a Yale Egyetemen végezte tanulmányait. Tanított a Texasi Egyetemen és az Egyesült Államok helyettes egészségügy-minisztere volt. 2010-ben kinevezték a nebraskai Midland Egyetem elnökének. 2014-ben indult egy betöltetlen pozícióért az Egyesült Államok Szenátusába. 2020-ban újraválasztották.

## Választási eredmények
| Párt                 | Jelölt          | Szavazatok | %     |
| -------------------- | --------------- | ---------- | ----- |
| 25x25px[halott link] | Ben Sasse       | 110,802    | 49.29 |
| 25x25px[halott link] | Sid Dinsdale    | 50,494     | 22.46 |
| 25x25px[halott link] | Shane Osborn    | 47,338     | 21.06 |
| 25x25px[halott link] | Bart McLeay     | 12,840     | 5.71  |
| 25x25px[halott link] | Clifton Johnson | 3,310      | 1.47  |
| Összesen             | Összesen        | 224,784    | 100.0 |

| Párt                 | Jelölt           | Szavazatok | %     |
| -------------------- | ---------------- | ---------- | ----- |
| 25x25px[halott link] | Ben Sasse        | 347,636    | 64.34 |
| 25x25px[halott link] | David A. Domina  | 170,127    | 31.49 |
| FÜG                  | Jim Jenkins      | 15,868     | 2.94  |
| FÜG                  | Todd Watson      | 6,260      | 1.16  |
| További jelöltek     | További jelöltek | 446        | 0.08  |
| Összesen             | Összesen         | 540,337    | 100.0 |

| Párt                 | Jelölt                 | Szavazatok | %     |
| -------------------- | ---------------------- | ---------- | ----- |
| 25x25px[halott link] | Ben Sasse (hivatalban) | 215,207    | 75.21 |
| 25x25px[halott link] | Matt Innis             | 70,921     | 24.29 |
| Összesen             | Összesen               | 286,128    | 100.0 |

| Párt                 | Jelölt                 | Szavazatok | %     |
| -------------------- | ---------------------- | ---------- | ----- |
| 25x25px[halott link] | Ben Sasse (hivatalban) | 583,507    | 62.74 |
| 25x25px[halott link] | Chris Janicek          | 227,191    | 24.43 |
| IDE                  | Preston Love           | 58,411     | 6.28  |
| 25x25px[halott link] | Gene Siadek            | 55,115     | 5.93  |
| További jelöltek     | További jelöltek       | 5,788      | 0.62  |
| Összesen             | Összesen               | 930,012    | 100.0 |